# Суханов, Павел Валерьевич
Павел Валерьевич Суханов (род. 29 апреля 1988) — российский тяжелоатлет, 6-кратный чемпион (2010-2014, 2016) и серебряный призёр (2017) чемпионатов России, 5-кратный обладатель Кубка России (2007, 2009, 2011, 2013, 2015), мастер спорта России международного класса. Выступал в полулёгкой (до 56 кг) и лёгкой (до 62 кг) весовых категориях. На чемпионате Европы 2015 года в Тбилиси занял 4-е место. Наставниками спортсмена были Максим Абдулмеджидов, А. Н. Аносов и Ю. А. Казаков.

## Спортивные результаты
- Кубок России по тяжёлой атлетике 2007 года — ;
- Кубок России по тяжёлой атлетике 2009 года — ;
- Чемпионат России по тяжёлой атлетике 2010 года — ;
- Первенство Европы по тяжёлой атлетике среди молодёжи 2010 года — ;
- Кубок России по тяжёлой атлетике 2011 года — ;
- Чемпионат России по тяжёлой атлетике 2011 года — ;
- Первенство Европы по тяжёлой атлетике среди молодёжи 2011 года — ;
- Чемпионат России по тяжёлой атлетике 2012 года — ;
- Кубок России по тяжёлой атлетике 2013 года — ;
- Чемпионат России по тяжёлой атлетике 2013 года — ;
- Чемпионат России по тяжёлой атлетике 2014 года — ;
- Кубок России по тяжёлой атлетике 2015 года — ;
- Чемпионат России по тяжёлой атлетике 2016 года — ;
- Чемпионат России по тяжёлой атлетике 2017 года — ;